# Gunnar Lindstedt (journalist)
Karl Gunnar Lindstedt, född 16 november 1951 i Skänninge, är en svensk journalist och författare.

## Biografi
Lindstedt, som är uppvuxen i Karlskoga, var som ung medarbetare i SKP:s tidning Gnistan. I sin personliga reportagebok Stålår (2020) berättar Lindstedt om sin väg in i sektvänstern och om hur han som 19-åring drömde om en världsrevolution. Hans resa bort från vänstern började efter ett besök i Kina där han skulle göra reportage för Gnistan, där villkoren bestämdes på ett mycket begränsande sätt av värdlandet.
I stället började Lindstedt orientera sig mot miljörörelsen och en mindre partipunden journalistik och slutligen ett sommarvikariat på Svenska Dagbladet 1997. Han kom där att avslöja Trustorhärvan, vilket gav honom Stora Journalistpriset 1998. År 2000 publicerade han boken Svindlande affärer. Historien om Trustor, som senare kommit ut i ytterligare två upplagor.
Hans bok Svart jord (2008) problematiserar det moderna jordbrukets starka beroende av olja som han kortfattat beskriver som "Vi har ett oljedopat jordbruk som förbrukar en femtedel av den totala oljetillgången. Vi äter olja och spyr ut koldioxid".
Därefter kom han till Veckans affärer men i samband med nedskärningar 2009 var Lindstedt en av flera namnkunniga reportrar som tvingades lämna tidningen, vilket han kritiserade i ett öppet brev riktat till chefredaktör Pontus Schultz. Lindstedt började senare arbeta på Bonnier Tidskrifter, där han skriver bland annat för Veckans Affärer.

## Utmärkelser
- 1998 – Stora journalistpriset för sina avslöjande reportage om Trustorhärvan